# Harnóczy Örs
Harnóczy Örs (Terény, 1947. május 13. – ) magyar fotóművész.

## Élete
1965-ben elvégezte a mezőgazdasági technikumit, 1984-ben tipográfiai szakon végzett a nyomdaipari technikumban, majd tipográfusként helyezkedett el. Társtulajdonosa a pécsi TÉR Nyomdai és Grafikai Stúdiónak, 1972-től foglalkozik rendszeresen fényképezéssel. 1977-ben a Mecseki Fotóklub tagja lett, 1981-ben vezetőségi taggá választották, egyben az ügyvezető elnöki tisztet is betöltötte. 1978-ban a Focus csoport egyik szervezője volt, valamint a Kortárs magyar fotográfia c. pécsi rendezvénysorozat szervezéséen dolgozott. 1991-ben tagja lett a Magyar Fotóművészek Szövetségének, ugyanitt 1998-tól már vezetőségi tag. Egy időben kísérletezett diaporámákkal, jelenleg a polaroid eljárással foglalkozik. Munkái 9×12 cm-es negatívok, melyeket az emberi test részleteiről készíti. Egyúttal fotózza kortársait is, főként a pécsi művészeket és közéleti személyiségeket.

## Egyéni kiállítások
- 1995 • Fotószobrok és a zokni, Pécsi Kisgaléria (kat. bev.: AKNAI T.)
- 1997 • Az öt X., Pajta Galéria, Salföld.

## Kiállítások az adatbázisban
- Borbély Tamás, Haróczy Örs kiállítása (1995)
- Pécsi portrék (1999)
- Helyzetjelentés (2009)

## Válogatott csoportos kiállítások
- 1978 • Szegedi Szalon
- 1980 • Nemzetközi Fotókiállítás, Malmö
- 1981 • Nemzetközi Kiállítás, Koper (YU) • Országos Diafórum, Pécs
- 1982 • Képek a zenéről, Pécs
- 1987 • Focus csoport, Fotóművészeti Galéria